# Blauflügelliest

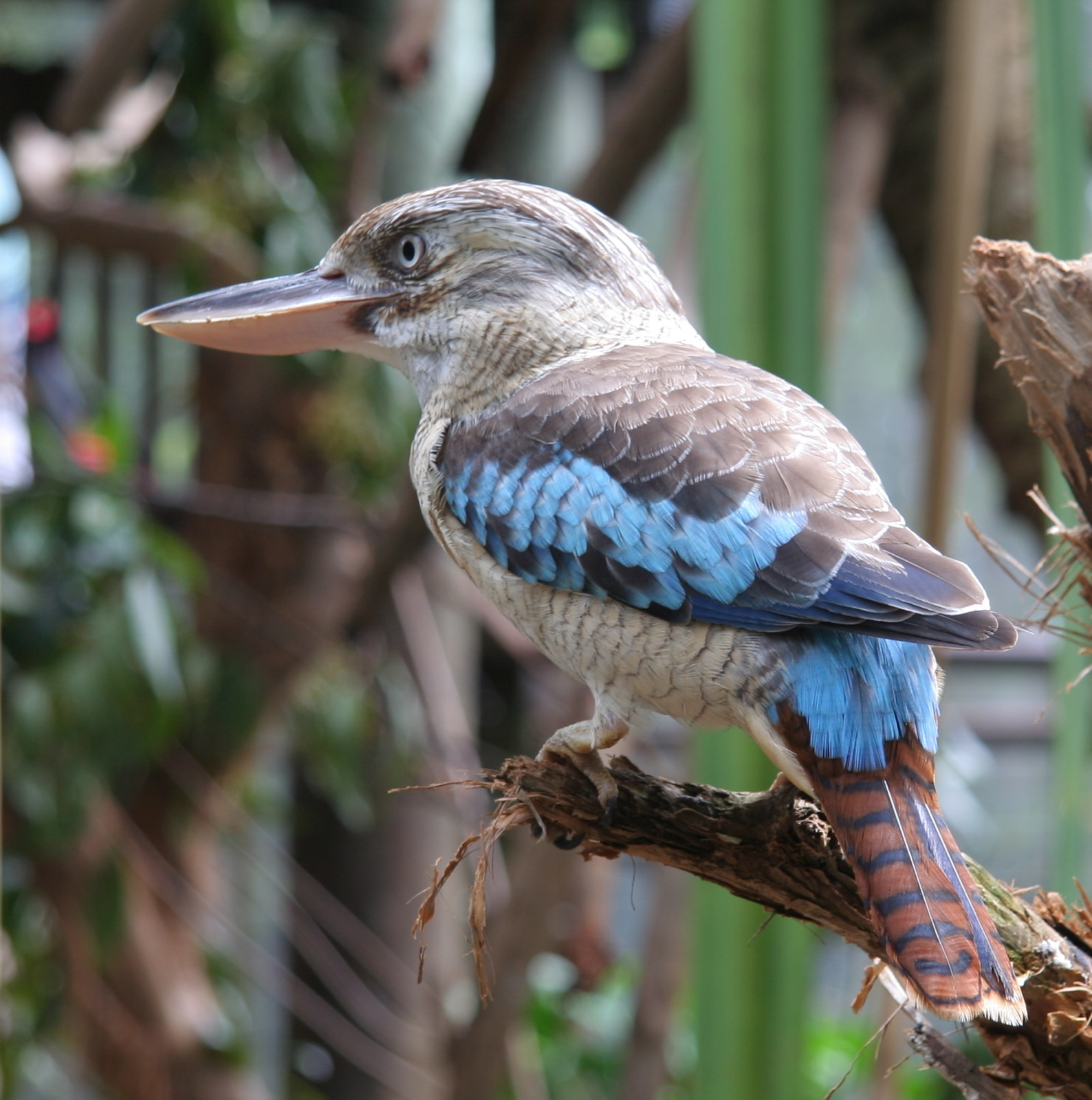
Blauflügelliest, Weibchen. Die Geschlechter lassen sich an der Farbe der Schwanzfedern unterscheiden.

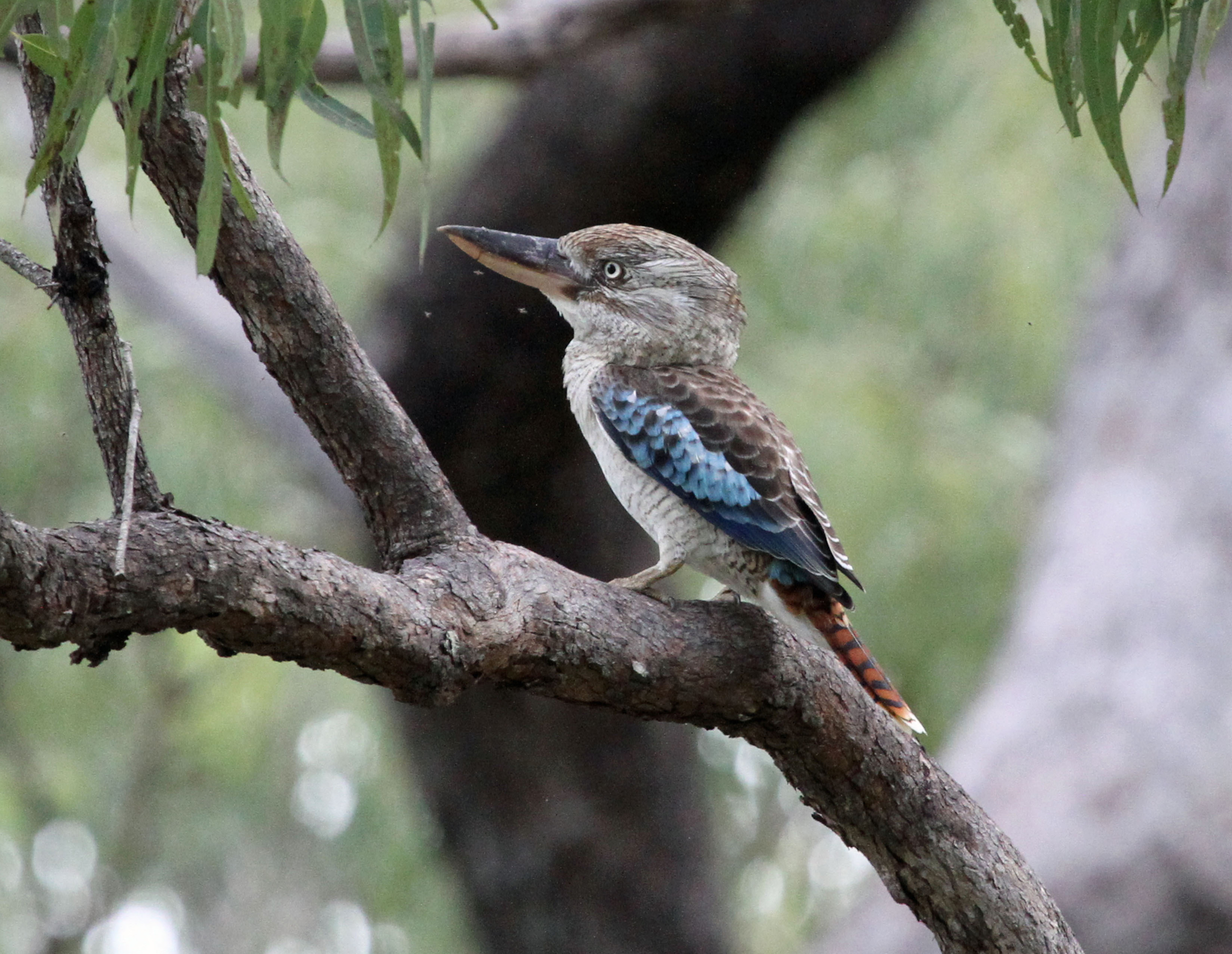
Weiblicher Blauflügelliest, Daintree, Queensland

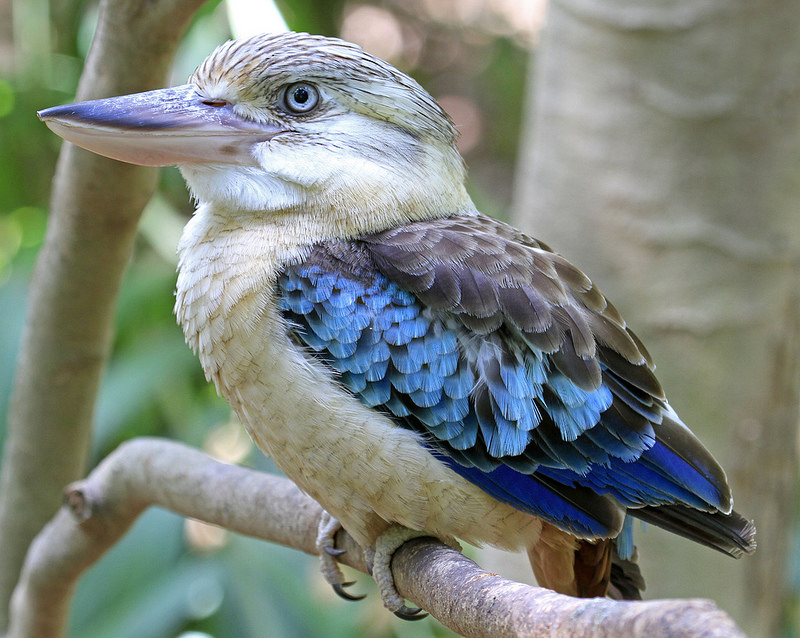
Blauflügelliest, Berry Springs, Northern Territory

Der Blauflügelliest (Dacelo leachii) oder Haubenliest bzw. Blauflügelkookaburra ist eine Eisvogelart, die im Norden Australiens und auf Neuguinea vorkommt. Es werden mehrere Unterarten unterschieden.
Die IUCN schätzt die Bestandssituation des Blauflügelliest als ungefährdet (least concern) ein.

## Merkmale
Der Kopf des bis 42 cm langen und 310 g schweren Blauflügelliests ist gebrochen weiß gefärbt mit braunen Sprenkelungen. Die Schultern sind himmelblau, der Rumpf uniformblau, die Kehle weiß, die Unterseite weiß mit orange-brauner Strichelung und der Rücken braun. Der Schnabel ist oberseits dunkel und unterseits gelblich. Der Schwanz des Männchens ist dunkelblau, während der des Weibchens rot-braun gestreift oder schwärzlich ist. Ansonsten sehen sich die Geschlechter ähnlich.
Vom bekannteren Lachenden Hans unterscheidet sich der Vogel durch die hellen Augen, den fehlenden dunklen Augenstreif und den größeren Anteil von blauen Federn.

## Vorkommen
Das Verbreitungsgebiet des Blauflügelliests erstreckt sich über das südliche Neuguinea und die feuchten Gebiete Nordaustraliens vom südlichen Queensland über Top End bis nach Westaustralien ins Shark-Bay-Gebiet. Er lebt in offenem Waldland, an baumbestandenen Flüssen, in Mangroven und Parks.
Das Verbreitungsgebiet des Blauflügelliest überlappt sich teilweise mit dem des Jägerliests. Grundsätzlich hält sich der Blauflügelliest in feuchteren Regionen als dieser auf. Er kommt häufiger in Galeriewäldern, Mangrovenwälder und entlang von Fließgewässern vor als seine Schwesterart, die trockeneres und offeneres Gelände präferiert.

## Verhalten
In der feuchten Jahreszeit besteht die Nahrung aus Insekten, Reptilien und Fröschen, in anderen Monaten aus Fischen, Krebsen, Skorpionen, Spinnen, Schnecken, Würmern, kleinen Vögeln und Säugetieren.
Der scheue Vogel sitzt oft still im Blätterwerk und wird daher oft übersehen.

## Fortpflanzung
Der Blauflügelliest brütet vor allem in natürlichen Baumhöhlen in bis zu 25 m Höhe, manchmal auch in Termitenbauten oder in selbst gezimmerten Höhlen im weichen Holz von Affenbrotbäumen. Das Brutpaar bebrüten die meistens drei Eier 26 Tage lang. Die Nestlingszeit dauert rund fünf Wochen. Jungvögel aus den vorangegangenen Jahren helfen bei der Aufzucht der Jungen.
Ist die Nahrung knapp, kommt es vor, dass ein Küken seine Geschwister tötet.

## Systematik
Ein Belegexemplar des Blauflügelliests wurde bereits von Sir Joseph Banks im Jahre 1770 gesammelt. Die Ähnlichkeit mit dem Jägerliest sorgte jedoch dafür, dass er zunächst nicht als eigenständige Art erkannt wurde. Erstmals wissenschaftlich beschrieben wurde er 1826 durch Nicholas Aylward Vigors und Thomas Horsfield.
Der Blauflügelliest ist eine von vier Arten der Jägerlieste, die alle in Australien, auf Tasmanien und Neuguinea vorkommen. Sie werden auch im deutschen Sprachgebrauch gelegentlich als Kookaburra bezeichnet, einem Namen, der sich aus einer der Sprachen der australischen Aborigines ableitet.
Die Zahl der Unterarten des Blauflügelliests ist umstritten. Es werden in der Regel jedoch vier Unterarten aufgezählt.
- D. leachii leachii Vigors & Horsfield, 1827 ist die Nominatform und kommt in Australien von Brisbane bis nach Broome vor.
- D. leachii cervina Gould, 1838 ist eine Unterart, die auf Melville Island im Norden Australiens sowie dem angrenzenden Festland vorkommt.
- D. leachii occidentalis Gould, 1870 ist eine Unterart, die im Nordwesten von Australien vorkommt
- D. leachii intermedia Salvadori, 1876 ist in seiner Verbreitung auf Neuguinea begrenzt.
- D. leachii superflua Mathews, 1918 kommt im südwestlichen Neuguinea  vor.

## Dedikationsnamen
Die Art wurde zu Ehren des britischen Zoologen William Elford Leach benannt. Sie trägt entsprechend das Artepitheton leachi.

## Einzelbelege
1. ↑   Dacelo leachii in der Roten Liste gefährdeter Arten der IUCN 2016.1. Eingestellt von: BirdLife International, 2016. Abgerufen am 17. Dezember  2016.
2. ↑   Strahan: Cuckoos, Nightbirds & Kingfishers of Australia. S. 140.
3. ↑  Legge, Kookaburra: King of the Bush, S. 16–17
4. ↑  Legge, Kookaburra: King of the Bush, S. 22
5. ↑  IOC World bird list Rollers, ground rollers, kingfishers
6. ↑  Bo Beolens, Michael Watkins: Whose Bird? Men and Women Commemorated in the Common Names of Birds. Christopher Helm, London 2003, S. 205 (englisch).